# Ariel Rosada
Ariel Rosada (Buenos Aires, 11 aprile 1978) è un ex calciatore argentino, di ruolo centrocampista.

## Carriera
Cresciuto nelle giovanili del Boca Juniors, debutta in campionato il 19 febbraio 1998 contro l'Argentinos Juniors. Collezionate 8 presenze, viene mandato in prestito all'AZ Alkmaar dove non entra mai in campo e così a gennaio fa ritorno in patria dove con 2 presenze partecipa alla vittoria del Clausura 1999.
In estate viene ceduto al Chacarita Juniors, dove in 4 stagioni colleziona 88 presenze.
Nel 2003 passa al Newell's Old Boys dove nel 2004 vince il Clausura. 
Dopo 60 presenze, nel 2005 si trasferisce in Messico al Toluca. Con 75 presenze e 2 gol partecipa alla vittoria della Primera División messicana.
Nel gennaio 2008 passa al Celta Vigo, in Spagna. A giugno 2009 passa in prestito al Boca Juniors. Nel 2010 viene acquistato dal Banfield e il 23 aprile 2011 è vittima di un grave infortunio al perone destro, durante una partita amichevole.

## Palmarès

### Club

#### Competizioni nazionali
- Campionato argentino: 3

Boca Juniors: Apertura 1998, 1999
Newell's Old Boys: Apertura 2004
- Campionato messicano: 1

Toluca: Apertura 2005